# Тереза Португальська
Тере́за (порт. Teresa; бл. 1151 — 6 травня 1218) — португальська інфанта. Представниця португальського Бургундського дому. Регентка Португалії і спадкоємиця престолу (1172—1183) разом з братом. Графиня Фландрії (1193—1196), дружина фландрського графа Філіппа. Герцогиня Бургундії (1193—1195), дружина бургундського герцога Еда ІІІ. В регентстві займалася адміністративними питаннями.
Також — Тере́за Афонсі́вна, Тереза Афо́нсу, Терезія (лат. Tarasia), Матильда (фр. Mathilde), Маго (фр. Mahaut).

## Біографія
Народилася близько 1151 року в Коїмбрі, Португалія. Третя дитина і друга дочка першого короля Португалії Афонсу І та Матильди Савойської, дочки савойського графа Амадея ІІІ. Старша сестра португальського короля Саншу I. Вона була третьою дитиною в сім'ї, молодшою сестрою Урраки та старшою сестрою Саншу I, майбутнього короля Португалії. Названа на честь бабусі по батьківській лінії Терези Леонської, матері Афонсу й дружини португальського графа Генріха Бургундського. Тереза була улюбленою донькою Афонсу І. 

### Регентка
1172 року, під час прогресуючої батькової хвороби, вона стала другою регенткою Португалії поряд зі своїм братом Саншу. Король планував передати трон дочці, тому наступного 1173 року проголосив Саншу і Терезу спадкоємцями престолу. Їхня роль як реальних правителів королівство зростала в міру погіршення здоров'я Афонсу І. Саншу займався військовими питаннями, а Тереза — цивільним управлінням. Оскільки вона була офіційною спадкоємицею, а король-батько боявся втратити незалежність свого королівства, її шлюб довго відкладався. Через це Тереза залишалася неодруженою досить довго. Вона мала титул сеньйори Старого Монтемайору та Орена (порт. Senhora de Montemayor el Viejo e Ourem).

### Графиня
Близько 1183 року, за два роки до смерті Афонсу І, до Португалії прибуло посольство з Фландрського графства з пропозиціями шлюбу між Терезою та фландрським графом Філіппом. Останній планував одружитися вдруге після смерті своєї першої бездітної дружини Єлизавети Вермандуаської, щоб отримати нарешті спадкоємця й забезпечити незалежність графства від Франції. Португалія ж отримувала нового союзника в Європі та визнання її самостійності від кастильсько-леонської корони. Весілля Терези і Філіпа справили того ж року, в Турнеському катедральному соборі Діви Марії. У Фландрії інфанта прийняла нове ім'я Матильди, після смерті своєї молодшої сестри Мафалди. Вона отримала володіння міста Лілль та Дуе, численні містечка та села фландрського узбережжя. Із собою Тереза привезла значний посаг, завдяки якому її чоловік Філіпп успішно продовжив війну з Францією до 1186 року. Крім цього, у почті інфанти до Фландрії прибули численні португальські шляхтичі та купці.
Тереза (Матильда) жила в одному з найбагатших дворів середньовічної Європи. Її чоловік був патроном Кретьєна де Труа, одного з авторів відомої Артуріани та творців легенд про Святий Грааль. Проте у шлюбі Тереза не мала дітей, тому після смерті Філіпа в серпні 1191 року графство перейшло до його сестри Маргарити I та її чоловіка Балдвіна VIII. Сама графиня-вдова поховала чоловіка у Клервоському абатстві й отримала від нього у спадок значні землеволодіння у південній та береговій Фландрії. Незважаючи на свій політично-економічний потенціал Тереза (Матильда) не чинила перешкод правлінню своєї зовиці. Натомість у своїх володіннях вона підняла податки, спричинивши повстання у місті Ворне (Veurne) та каштелянстві Бурбур.

### Герцогиня

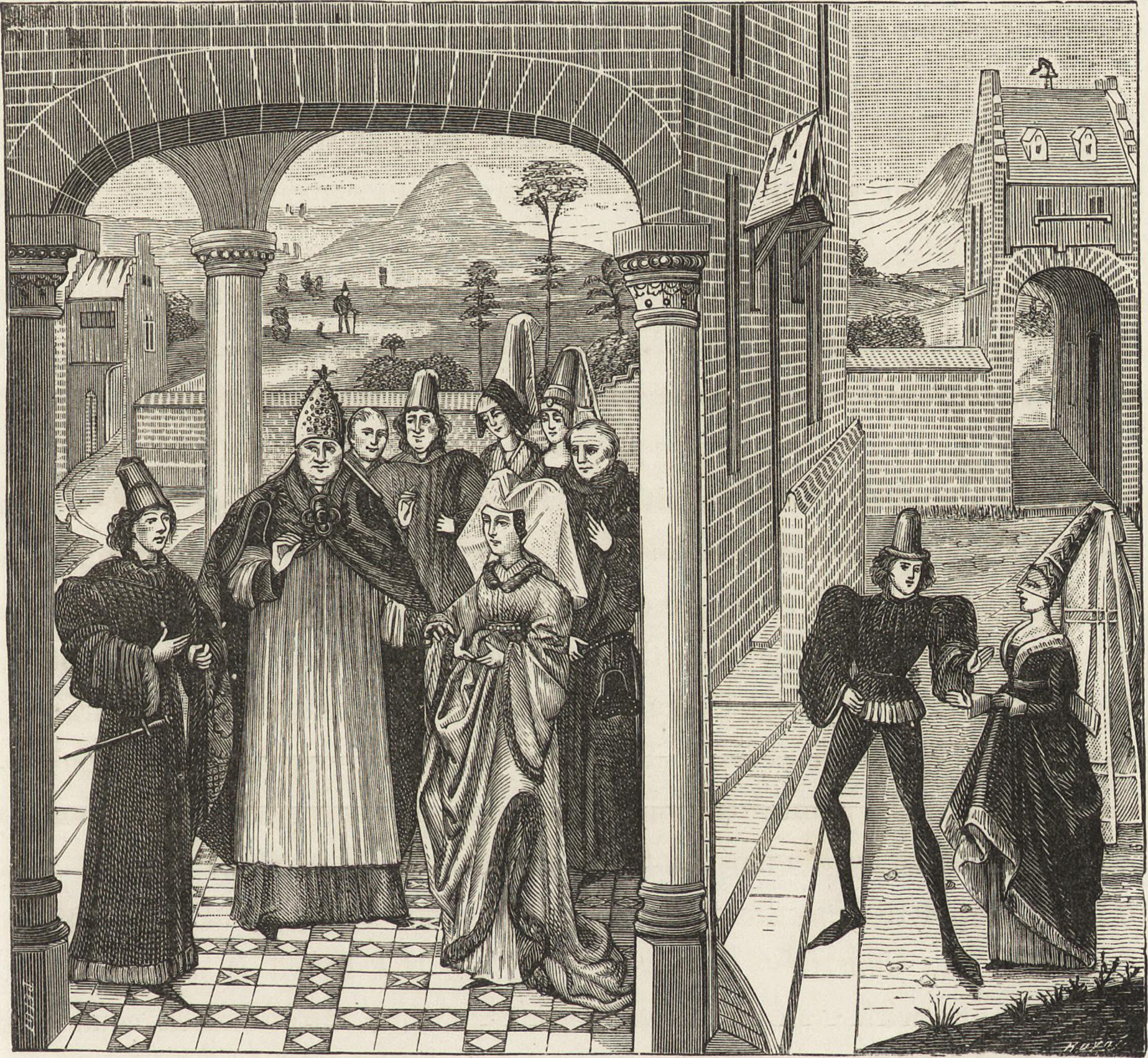
Шлюб Терези і Балдвіна

1193 року Тереза (Матильда) вступила в шлюб з бургундським герцогом Едом ІІІ, далеким родичем з Бургундського дому династії Капетингів. У цьому шлюбі вона теж не мала дітей, тому Ед ІІІ розлучився з нею й одружився з Алісою де Вержі.
Після розлучення в 1195 році Тереза (Матильда) уклала угоду із королем Франції, обіцяючи не одружуватись утретє. Вона повернулася до Фландрії, де допомагала влаштувати одруження свого небожа Фердинанда із Іоанною, онукою Маргарити I та Балдвіна VIII.
Тереза (Матильда) Португальська померла 6 травня 1218 року у 67-річному віці, випадково затонувши із екіпажем в болоті біля Верне у Західній Фландрії. Похована у Клервоському абатстві, Франція, поруч із могилою фландрського графа Філіппа. Пам'ять про фландрську графиню щорічно відмічають у Брюгге.

## Родина
- Батько: Афонсу I (1109—1185) — король Португалії (1139—1185).
- Матір: Матильда Савойська (1125—1157) — дочка Амадея III, графа Савойського.
- Брати:
  - Енріке (1147—1155) — португальський інфант; помер у дитинстві.
  - Саншу I (1154—1211) — король Португалії (1185—1211).
  - Жуан (1156—1164) — португальський інфант; помер у дитинстві.
- Сестри:
  - Уррака (1148—1211) — королева Леону.
  - Мафалда (1153—1162) — португальська інфанта; померла в дитинстві.
  - Санша (1157—1166/1167) — португальська інфанта; померла в дитинстві.

## Портрети

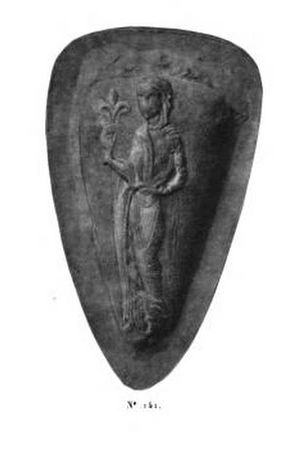
Печатка Терези XII ст.
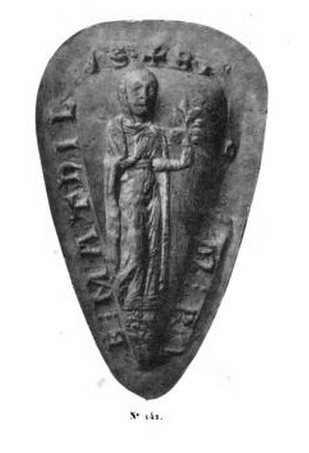
Печатка Терези 1218
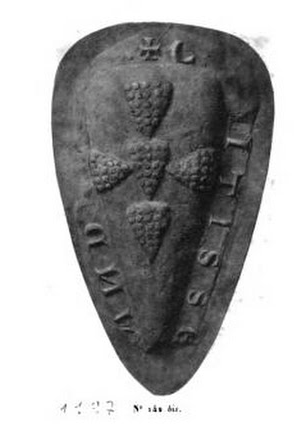
Печатка Терези XII ст.
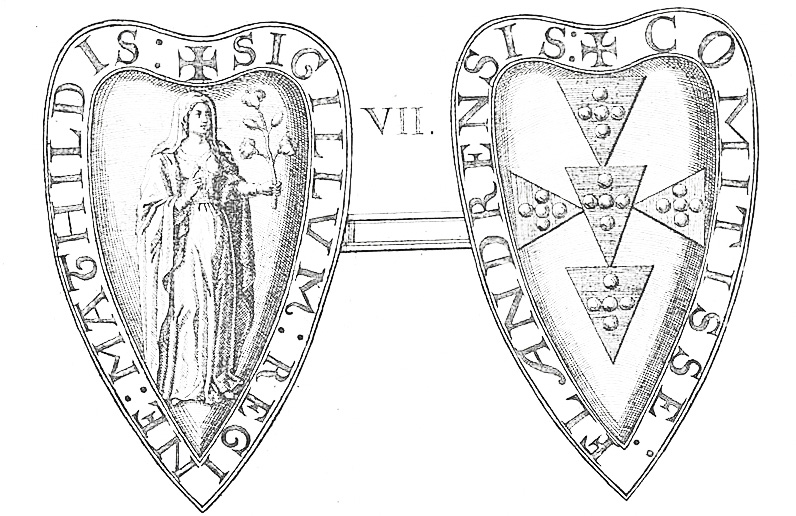
Печатка Терези Промальовка XIX ст.
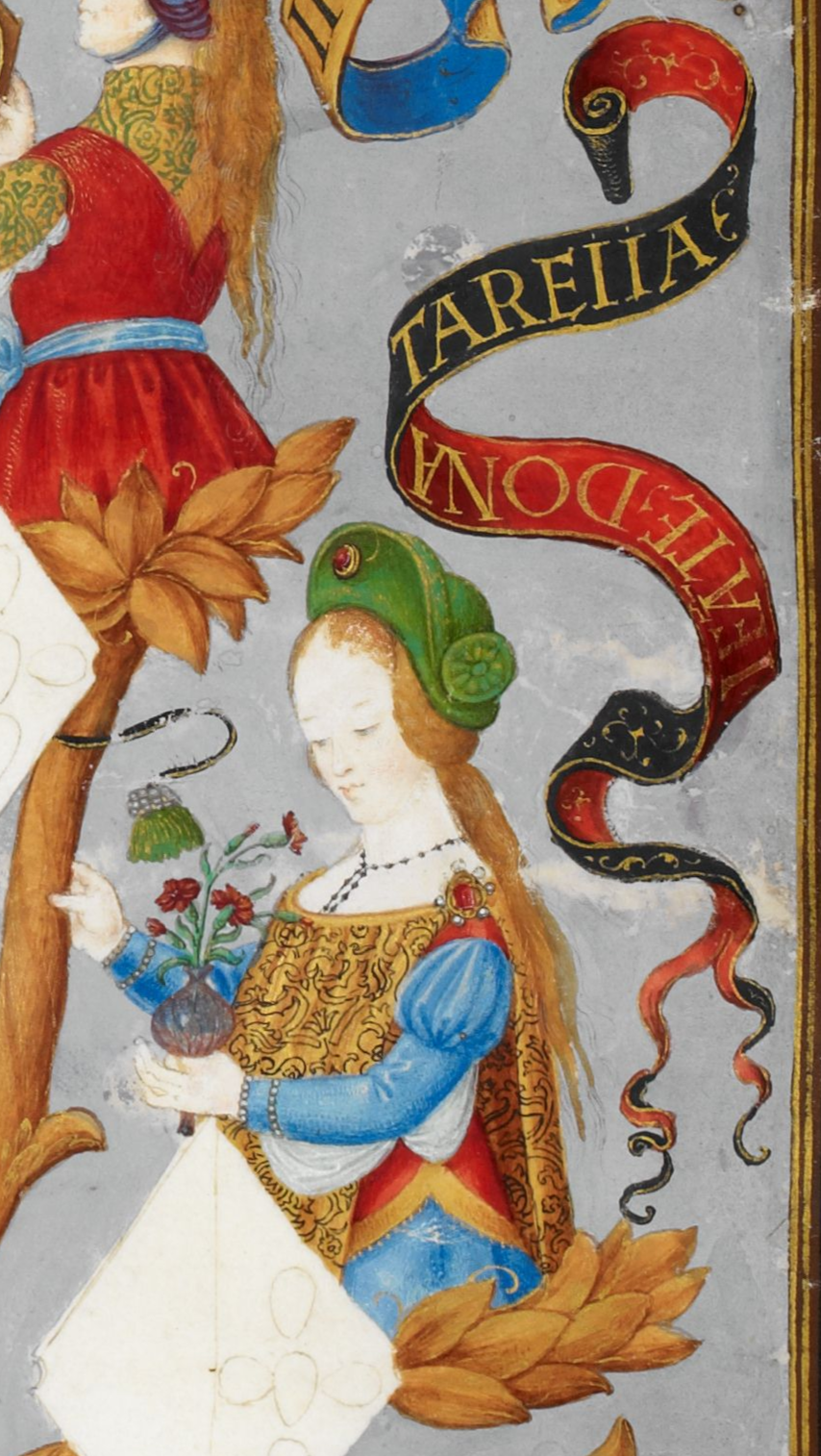
Портрет Терези «Генеалогія королів Португалії», 1530—1534